# 류가시도

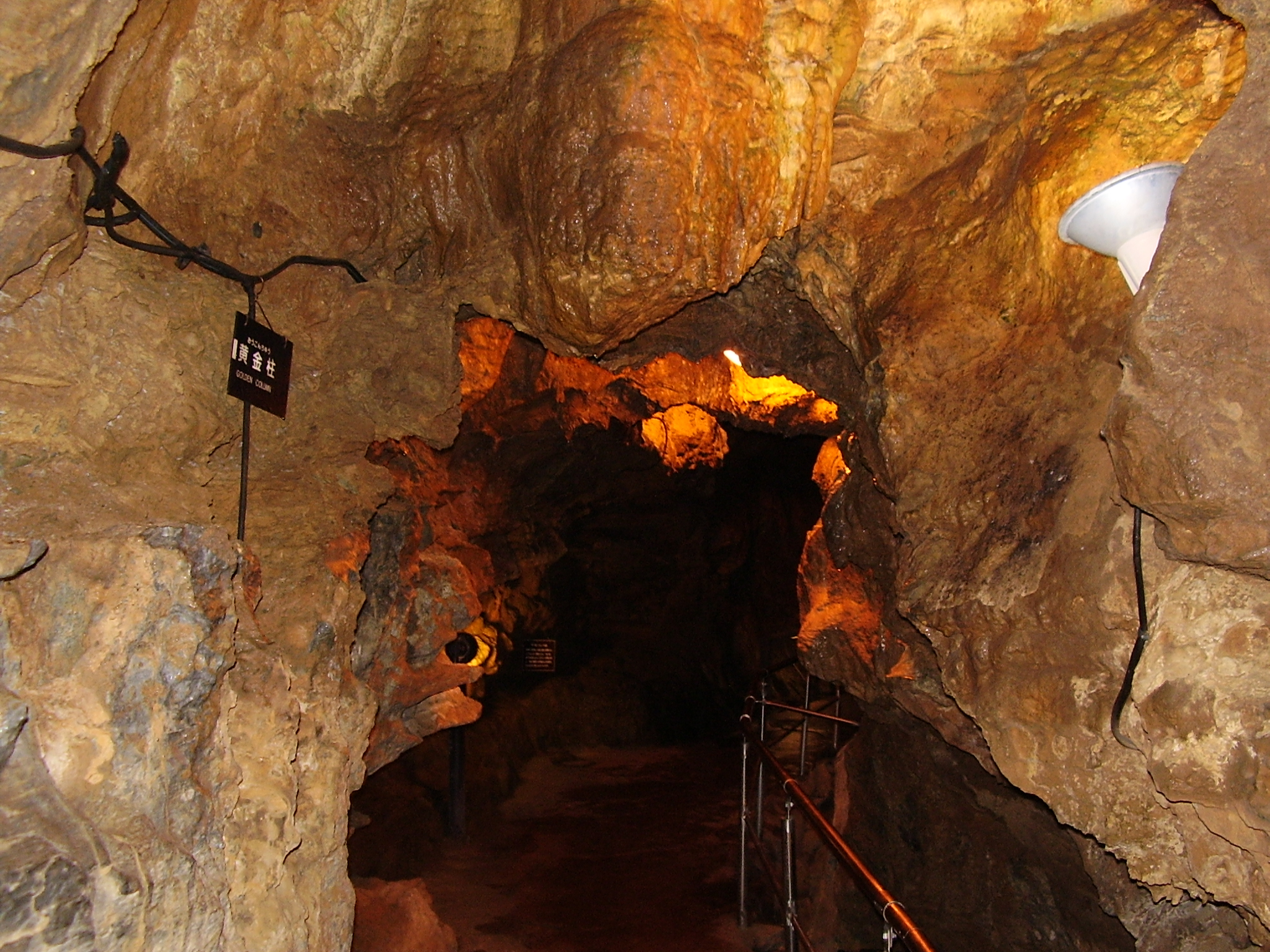
류가시도

류가시도(일본어: 竜ヶ岩洞)는 일본 시즈오카현 하마마쓰시 하마나구에 있는 석회암 동굴이다. 1981년에 지주의 토다 사다오의 허가를 얻은 동굴 애호가 2명이 발견, 1983년부터 일반 공개를 개시하고 있다.